# Pseudobrachytherium breve
Pseudobrachytherium breve è un mammifero litopterno estinto, appartenente ai proteroteriidi. Visse nel Miocene superiore (circa 9 - 7 milioni di anni fa) e i suoi resti sono stati ritrovati in Sudamerica. 

## Descrizione
Questo animale doveva essere simile, sia come aspetto che come dimensioni, a un attuale cefalofo (gen. Cephalophus) o forse a un mosco (gen. Moschus). In generale, la morfologia di Pseudobrachytherium potrebbe essere stata simile a quella di alcuni equidi estinti oligocenici e miocenici. Come molti animali simili, Pseudobrachytherium doveva essere dotato di lunghe zampe tridattile. Pseudobrachytherium era dotato di un cranio snello, caratterizzato da un piano dorsale curvo a livello dei parietali, una premascella proiettata anteriormente, il margine rostrale dell'orbita al livello del primo molare superiore, i condili occipitali allo stesso livello del basicranio e proiettati posteriormente, gli incisivi sporgenti in avanti, il secondo molare superiore con un ipocono sottile, a malapena separato da protocono tramite un solco posteriore e con un grosso metaconulo conico, vicino all'ipocono.

## Classificazione
Pseudobrachytherium è un membro piuttosto derivato dei proteroteriidi, una famiglia di mammiferi sudamericani vagamente simili a cavalli, sopravvissuti fino al Pleistocene superiore. Pseudobrachytherium breve venne descritto per la prima volta nel 2020, sulla base di resti fossili provenienti dalla formazione Camacho, in Uruguay, e risalenti alla fine del Miocene. Pseudobrachytherium sembrerebbe essere stato affine al genere Neobrachytherium.